# Tektonikai ablak
Tektonikai ablaknak nevezik a geológiában egy tektonikai lemeznek az erózió vagy a földkéreg vízszintes elmozdulása által felszínre került részét. Ilyen ablakok gyakran fordulnak elő olyan gyűrthegységekben, mint az Alpok, amelyek tektonikai felépítését erős vetődések jellemzik.

## Geológiai felépítés
Ilyen ablakok nyílásként vagy hézagként kerülnek a felszínre egy nagy kiterjedésű vetődéses lemezen, ahol a vetődött lemez földalatti - általában régebbi - kőzetei napvilágra kerültek.  Ezáltal eredetileg mélyebben fekvő kőzetek, illetve formációk a földkéreg magasabban fekvő részei között lesznek láthatók.
Az ablakban a kőzetek ezért tektonikailag mélyebb egységhez tartoznak, mint az őket határoló kőzetek, és egy magasabban fekvő réteg kőzetei veszik körül (tektonikus függő fal). Így az ablakokon keresztül betekinthetünk a mélyebb geológiai rétegekbe. Általában idősebb kőzetek vetődtek a fiatalabbakra, csak különleges geológiai helyzetekben fordul ez meg.
Félablakról beszélünk, amikor a mélyebb rétegnek ezt a feltárulását nem minden oldalról veszik körül a magasabban fekvő lemez kőzetei. 

## Példák a Keleti-Alpokból
A hegységekben - különösen a fiatal gyűrt hegységekben - számos ablak található völgyekben vagy a hegynyergek közepén.
A két legnagyobb ablak a Keleti-Alpokban az Engadiner-ablak (Kelet-Svájc) és a Tauern-ablak (Salzburg/Karintia). Kisebb ablakok nyugaton többek között a Vättner-ablak és a Gargellen-ablak, keleten a Semmering-ablak és a magyar határon a Rohonci-ablak.

## Gáz és ásványvíz források
Az ablakok területén, ami az egyébként gázt át nem eresztő gneisz- és gránitrétegek geológiailag jelentős eróziós hézaga, a földgáz a repedéseken és a puha agyagpalán áthatolhat, összekeveredhet a talajvízzel és ásványvíz forrást képezhet. Például 25 ásványvíz forrás van az Engadiner-ablakban Scuol kerület és az Engadiner-vonal között vagy a bad-ragazi ásványvíz forrás a Vättner-ablakban.

## Fordítás
- Ez a szócikk részben vagy egészben  a   Fenster (Geologie) című német Wikipédia-szócikk fordításán alapul.  Az eredeti cikk szerkesztőit annak laptörténete sorolja fel. Ez a jelzés csupán a megfogalmazás eredetét és a szerzői jogokat jelzi, nem szolgál a cikkben szereplő információk forrásmegjelöléseként.